# Isola Burnett
L'isola Burnett (in inglese Burnett Island) è una piccola isola antartica facente parte dell'arcipelago Windmill.

## Geografia
Localizzata ad una latitudine di 66° 13' sud e ad una longitudine di 110°35' est, l'isola si trova a circa 5 km dalla costa Budd.

## Storia
La zona è stata mappata per la prima volta mediante ricognizione aerea durante l'operazione Highjump e l'operazione Windmill, negli anni 1947-1948. È stata intitolata dalla US-ACAN C R Eklund, leader scientifico della base Wilkes per l'anno 1957.